# Колхидка
Колхи́дка, или колхидский тетри (груз. კოლხური თეთრი;  абх. Ақолхәти аԥара) — условное название серебряной монеты, распространённой в Колхиде в VI веке до н. э. — 1-й половине III века до н. э., являются самой старой монетой в Грузии.
Колхидки имели хождение как во внутренних районах страны, так за её пределами. Чеканились в Вани. Реверс — бюст правителя; аверс — голова быка. К III веку до н. э. относятся золотые монеты, чеканенные от имени царя Ака. В 63 году до н. э. римский военачальник Гней Помпей Великий утверждает «царём колхов» Аристарха, также, чеканившего свою золотую монету, тоже имевшую хождение за пределами страны.